# Stratisporella episemoides
Stratisporella episemoides är en svampart som först beskrevs av William Nylander och fick sitt nu gällande namn av Joseph Hafellner 1979. 
Stratisporella episemoides ingår i släktet Stratisporella och familjen Patellariaceae. Inga underarter finns listade i Catalogue of Life.